# Charlie Pace
Pour les articles homonymes, voir Pace.
Charlie Hieronymus Pace est un personnage fictif du feuilleton télévisé Lost : Les Disparus interprété par Dominic Monaghan.
Charlie est un personnage principal dans les trois premières saisons, jusqu'à la mort du personnage dans le dernier épisode de la troisième saison. Introduit dans l'épisode pilote, Charlie se bat contre sa dépendance à l'héroïne dans les deux premières saisons, avant qu'il ne mette finalement ses démons de côté, établissant une relation avec Claire Littleton et son fils Aaron. Dans la troisième saison, Charlie doit faire face à sa propre mort lorsque Desmond Hume la lui prédit à plusieurs reprises.

## Biographie fictive

### Avant le crash
Charlie, né en 1979, est le fils de Simon et Megan Pace et a vécu à Manchester, en Angleterre. Quand Charlie est jeune, il reçoit un piano comme cadeau de Noël et commence ainsi sa carrière dans la musique. Charlie développe ses talents musicaux en jouant de la guitare dans la rue pour de l'argent, où il repère un jour une femme se faire agresser (qui s'avère être la bien-aimée de Sayid, Nadia) et la sauve.
Quelque temps plus tard, Charlie et son frère Liam forment un groupe de rock appelé Drive Shaft et décrochent un contrat. Soudain, Drive Shaft devient extrêmement populaire et à la suite de sa popularité et de son succès, Liam se tourne vers l'héroïne. Le jour de Noël, lors d'une tournée en Finlande, Liam donne à Charlie la bague familiale portant les initiales DS, en disant qu'en raison de sa dépendance, il n'aura jamais une famille et qu'elle doit donc revenir à Charlie. À terme, cependant, Charlie devient également accro à l'héroïne. Comme la renommée du groupe commence à diminuer, Charlie sombre de plus en plus dans sa dépendance. Liam vend plus tard son piano afin qu'il puisse s'inscrire dans un centre de désintoxication en Australie où il vivra par la suite avec sa femme Karen et sa fille Megan, laissant ainsi Charlie seul.
Après la dissolution de Drive Shaft, Charlie recourt au vol pour pouvoir s'acheter de l'héroïne. Il séduit une femme riche appelée Lucy afin d'essayer de la voler, mais il développe des sentiments sincères pour elle. Leur relation échoue quand Lucy découvre ses intentions premières. Plus tard, Charlie se rend en Australie pour convaincre Liam de rejoindre le groupe. Liam, maintenant marié et sobre, décline sa proposition mais lui propose de suivre une cure de désintoxication. Charlie refuse et monte à bord d'un avion pour Los Angeles le jour suivant. À bord de l'avion, Charlie se débarrasse de l'héroïne en l'emballant dans un sachet plastique qu'il jette dans les toilettes peu avant les turbulences.

### Après le crash
Le deuxième jour sur l'île, Charlie s'aventure dans la jungle avec Jack et Kate pour retrouver le cockpit de l'avion où il récupère son héroïne. Locke découvre plus tard sa dépendance à l'héroïne et en échange de sa guitare, Charlie lui donne sa drogue. Alors que Jack est coincé aux grottes dans un éboulement, Charlie le sauve. Par la suite, Charlie demande à Locke de lui rendre sa drogue qu'il brûle dans un feu. Quelque temps après, Charlie et Claire se font enlever par Ethan Rom. Lancés à sa poursuite, Jack et Kate trouvent Charlie pendu à un arbre mais parviennent de justesse à le sauver. Lorsque Claire retourne au camp et qu'Ethan tente de l'enlever à nouveau, Charlie tue ce dernier avec une arme à feu. Après l'accouchement, Danielle Rousseau enlève Aaron, le bébé de Claire. Charlie accompagné de Sayid va alors à sa recherche. Sur le chemin, Charlie et Sayid trouvent un petit avion Beechcraft venu d'on ne sait où, transportant plusieurs statues de la Vierge Marie remplies d'héroïne. Cette nuit-là, Charlie et Sayid parviennent à récupérer Aaron et le rendre à Claire.
Après l'arrivée au camp des survivants de la queue de l'avion, M. Eko révèle à Claire le contenu de la statue de la Vierge Marie, créant un éloignement entre elle et Charlie. À sa demande, Charlie emmène Eko au Beechcraft et ils décident de brûler l'avion et son contenu. Cependant, Charlie conserve secrètement des statues cachées dans la jungle. Plus tard, il commence à avoir des rêves surréalistes où Aaron est en péril. Il cherche Eko qui lui dit qu'Aaron doit être baptisé. Par la suite, Charlie enlève Aaron en pleine nuit et tente de le baptiser mais Locke l'attaque. Pour se venger de Locke qui l'a humilié, Charlie aide Sawyer à récupérer les armes situées dans la trappe dont Jack et Locke sont responsables, en agressant Sun. Dans la tente de Sawyer, Charlie découvre ensuite les dernières statues de la Vierge Marie et les jette dans l'océan, se libérant finalement de son addiction. Plus tard, Sayid informe Charlie de la présence d'un prisonnier dans la trappe, un certain Henry Gale. Avec Ana-Lucia, ils essayent de trouver le ballon dans lequel Henry se serait écrasé mais découvrent qu'il s'agit d'un imposteur. Après cela, Charlie commence à aider Eko à construire une église, mais en veut à Eko lorsqu'il abandonne sa construction. Il se rapproche ensuite de Claire lorsqu'il trouve une boîte contenant des vaccins qu'il donne à Claire pour elle et Aaron. Eko cherche son aide pour trouver la dynamite située dans le Black Rock. Charlie lui apporte et avec Eko ils rejoignent la trappe où Eko à l'intention de faire sauter la porte anti-souffle. Après une explosion, Charlie s'échappe du bunker qui implose juste après.
Après l'implosion du bunker, Charlie monte la garde lorsque Locke communique avec l'île et l'aide à sauver Eko d'un ours blanc. Après la mort d'Eko, Desmond commence à avoir des visions dans lesquelles Charlie meurt et il le sauve à plusieurs reprises. Plus tard, Charlie se joint à Desmond, Hurley et Jin lors d'une randonnée dans la jungle où ils trouvent une parachutiste qui s'est écrasée sur l'île nommée Naomi. Lorsque Jack annonce son plan pour déjouer les « Autres » et communiquer avec le monde extérieur, Charlie se porte volontaire pour nager jusqu'à la station « Le Miroir » et couper un dispositif de blocage des transmissions vers et depuis l'île ; Desmond l'accompagne. À l'intérieur, il est confronté à deux femmes qui veillent dans la station mais elles sont tuées par la suite par Mikhail. Au cours d'un affrontement, Mikhail reçoit un harpon dans la poitrine. Cependant, lorsque Charlie parvient à établir un contact avec Penelope Widmore, Mikhail est toujours en vie et il utilise une grenade pour détruire le hublot et inonder la pièce où se situe le dispositif. Pour épargner Desmond, il ferme la porte et l'avertit avant de se noyer du mensonge de Naomi en écrivant sur sa main qu'il ne s'agit pas du bateau de Penny.
Après avoir quitté l'île, Hurley a des visions de Charlie qui lui raconte que des personnes qui demeurent sur l'île ont besoin de lui et qu'il doit y retourner.

### Réalité alternative
Dans la réalité alternative, à bord du vol 815, Charlie introduit un petit sac d'héroïne dans sa gorge, le rendant inconscient. Il est sauvé par Jack puis arrêté pour possession de drogues. Il est ensuite libéré de prison et salué par Desmond Hume. Desmond a été chargé par son patron, Charles Widmore, d'amener Charlie et son groupe Drive Shaft à jouer pour le fils de Charles, Daniel, à un concert de charité. Charlie lui explique alors que, s'il a essayé de se suicider dans l'avion, c'est qu'en regardant une des passagère (Claire), il a eu un bref souvenir d'elle. Il est maintenant persuadé que Claire est la seule femme au monde qu'il aimera de sa vie, et aussi qu'il l'a perdue avant même de la connaitre. De plus, ce même souvenir a fait naître en lui la certitude que tout ce qu'il vit n'est pas réel, ce qui accentue alors son malaise.
C'est ensuite lui qui provoque la chute de la voiture de Desmond dans l'eau, permettant alors à ce dernier de se souvenir de la mort de Charlie. Il parvient ensuite à sauver Charlie du véhicule submergé. Plus tard, après que Hurley a emmené Charlie au concert, ce dernier se souvient de sa vie sur l'île lorsqu'il apporte des serviettes à Claire, qui est en train d'accoucher avec l'aide de Kate. Il fait partie des rescapés du vol 815 présents dans l'église.